# پلوتاوا
پلوتاوا (به لاتین: Plotava) یک منطقهٔ مسکونی در روسیه است که در سرزمین آلتای واقع شده‌است.